# 埃尔博斯克
埃尔博斯克（西班牙語：El Bosque）是西班牙安达卢西亚自治区加的斯省的一个市镇。总面积30.75平方公里，总人口2147人（2017年），人口密度70人/平方公里。

## 人口
| 埃尔沃斯克历史人口变化        |
|                               |
| 来源：西班牙国家统计局（INE） |

## 图集

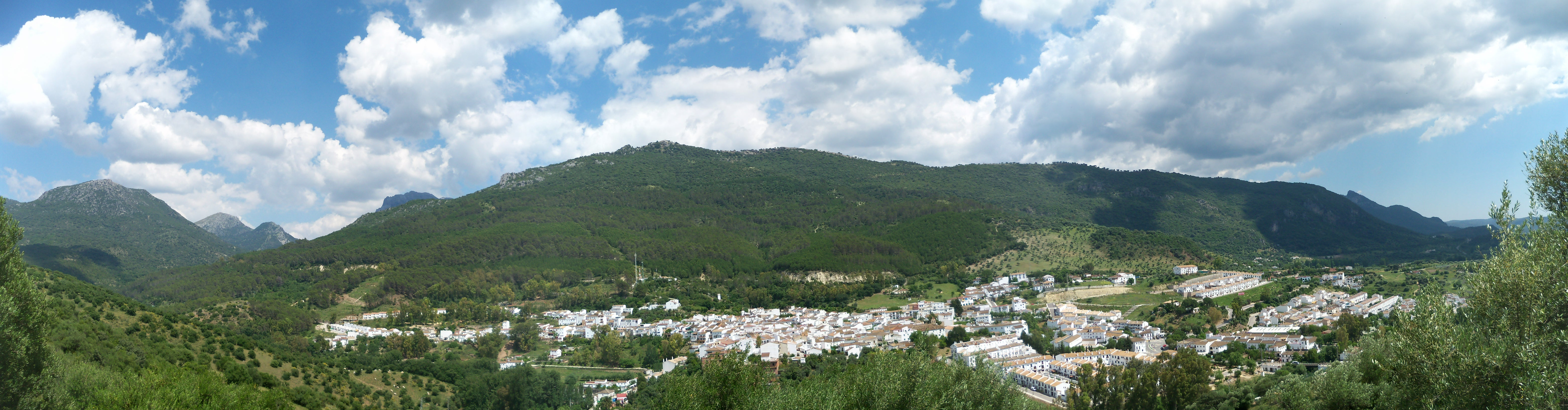
田野全景
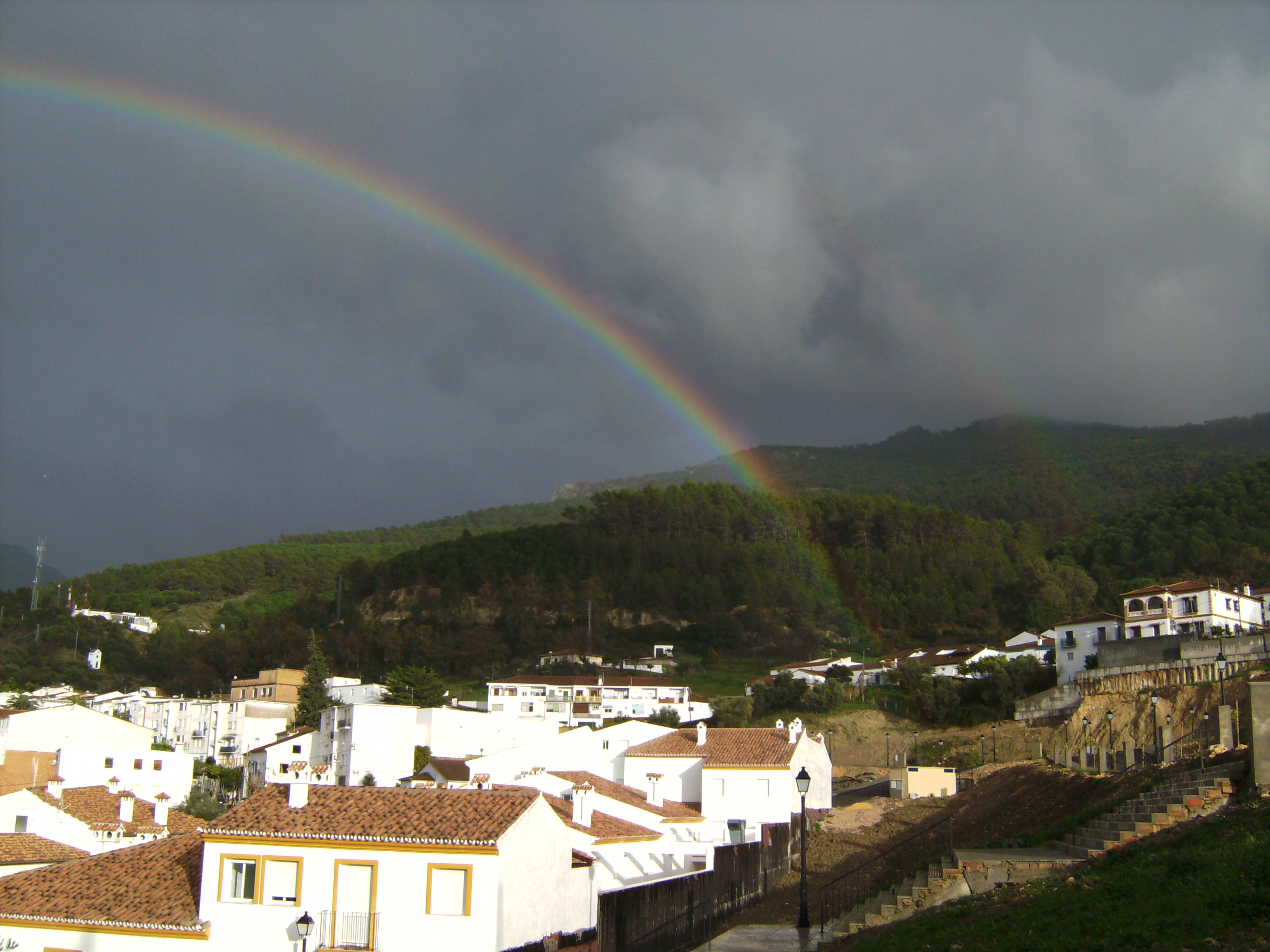
彩虹
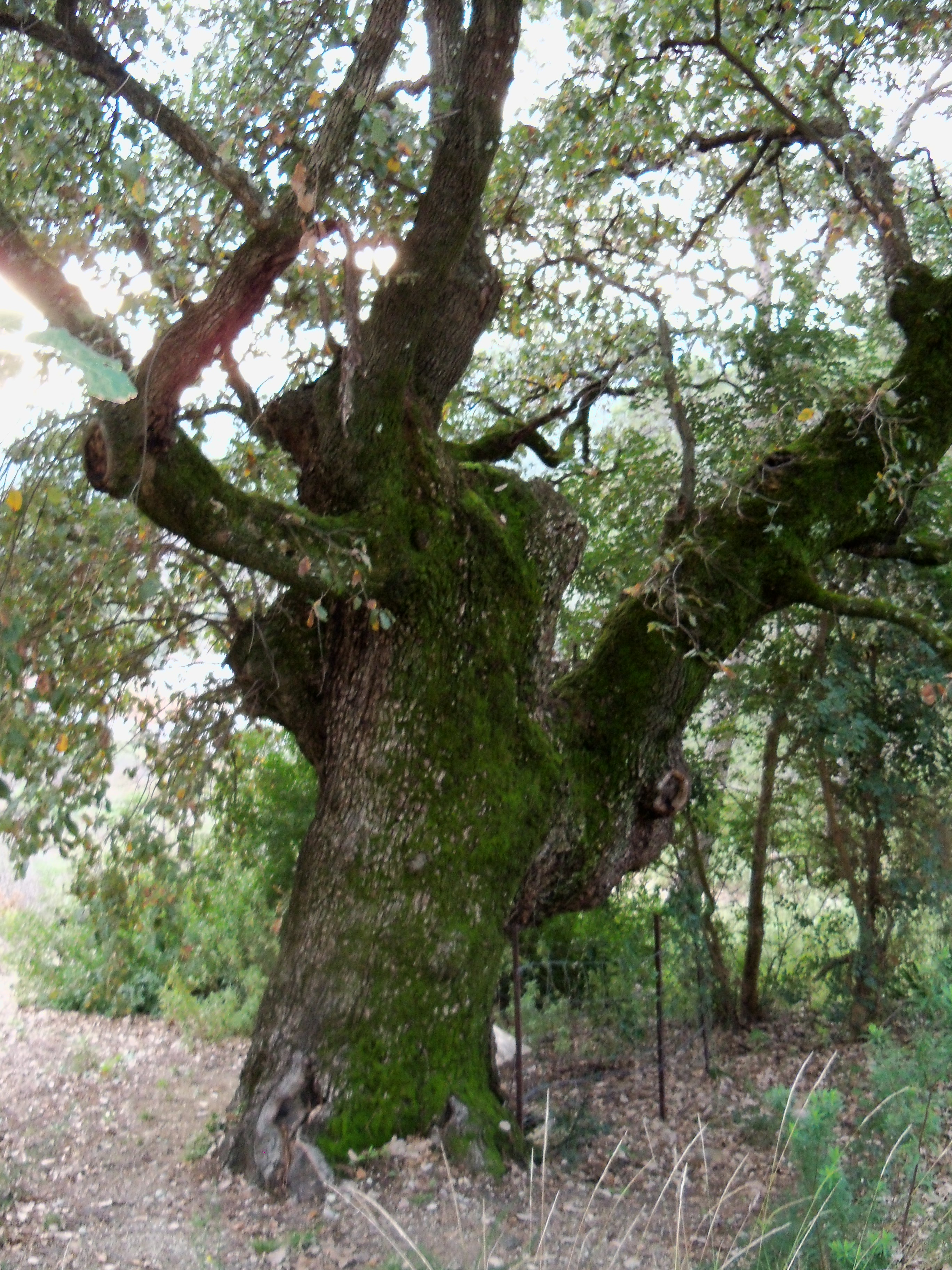
葡萄牙栎（Quercus faginea）
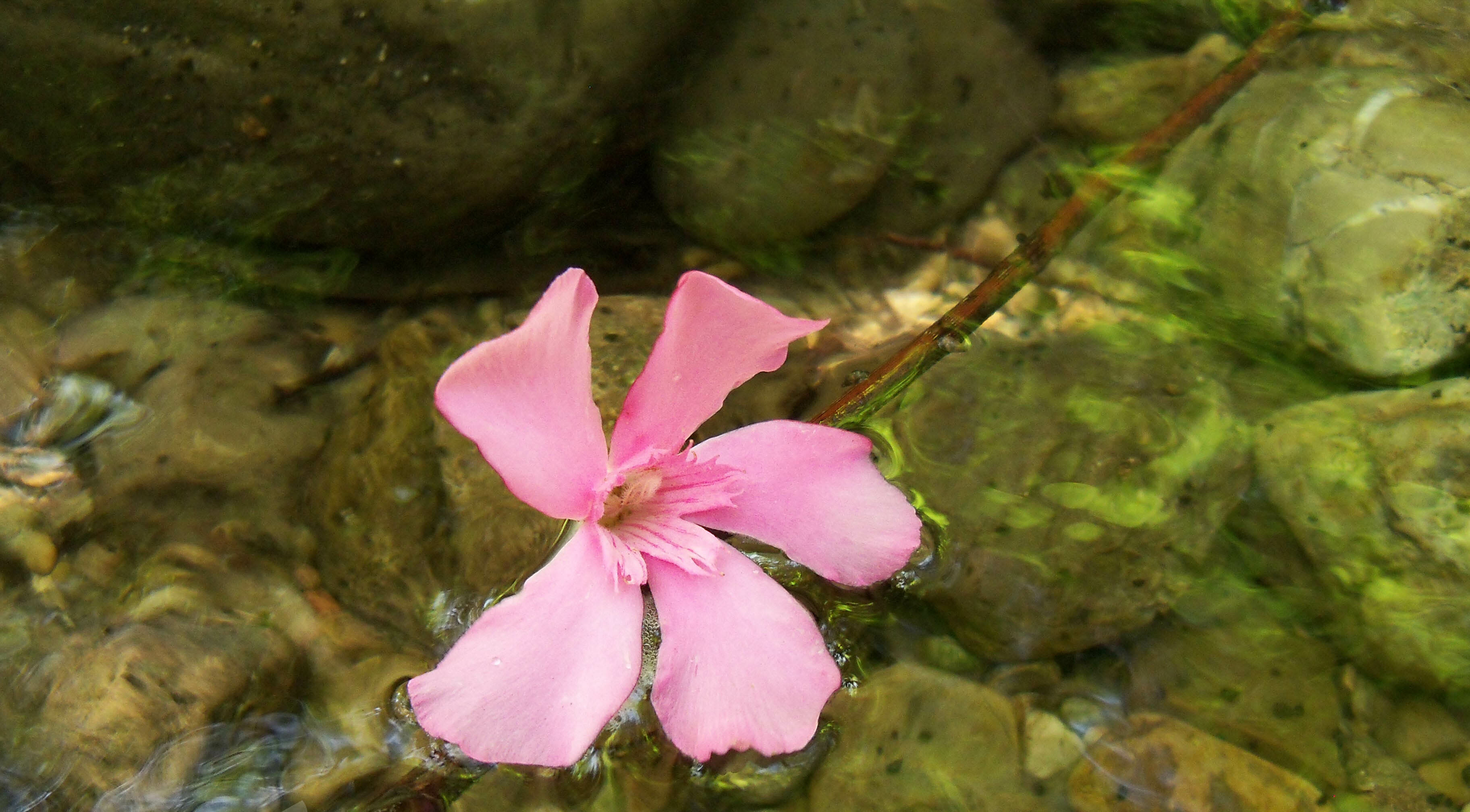
花
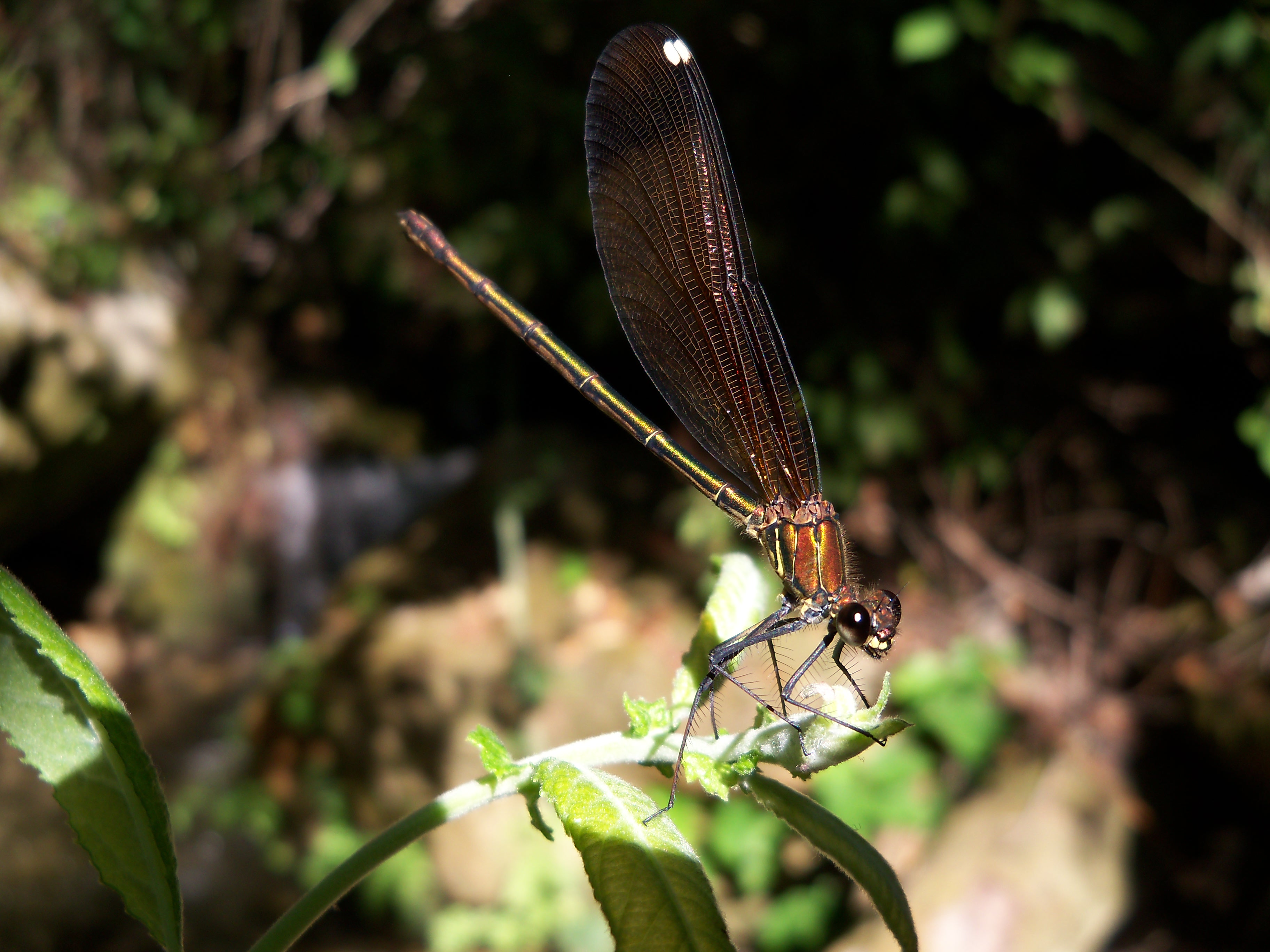
小动物
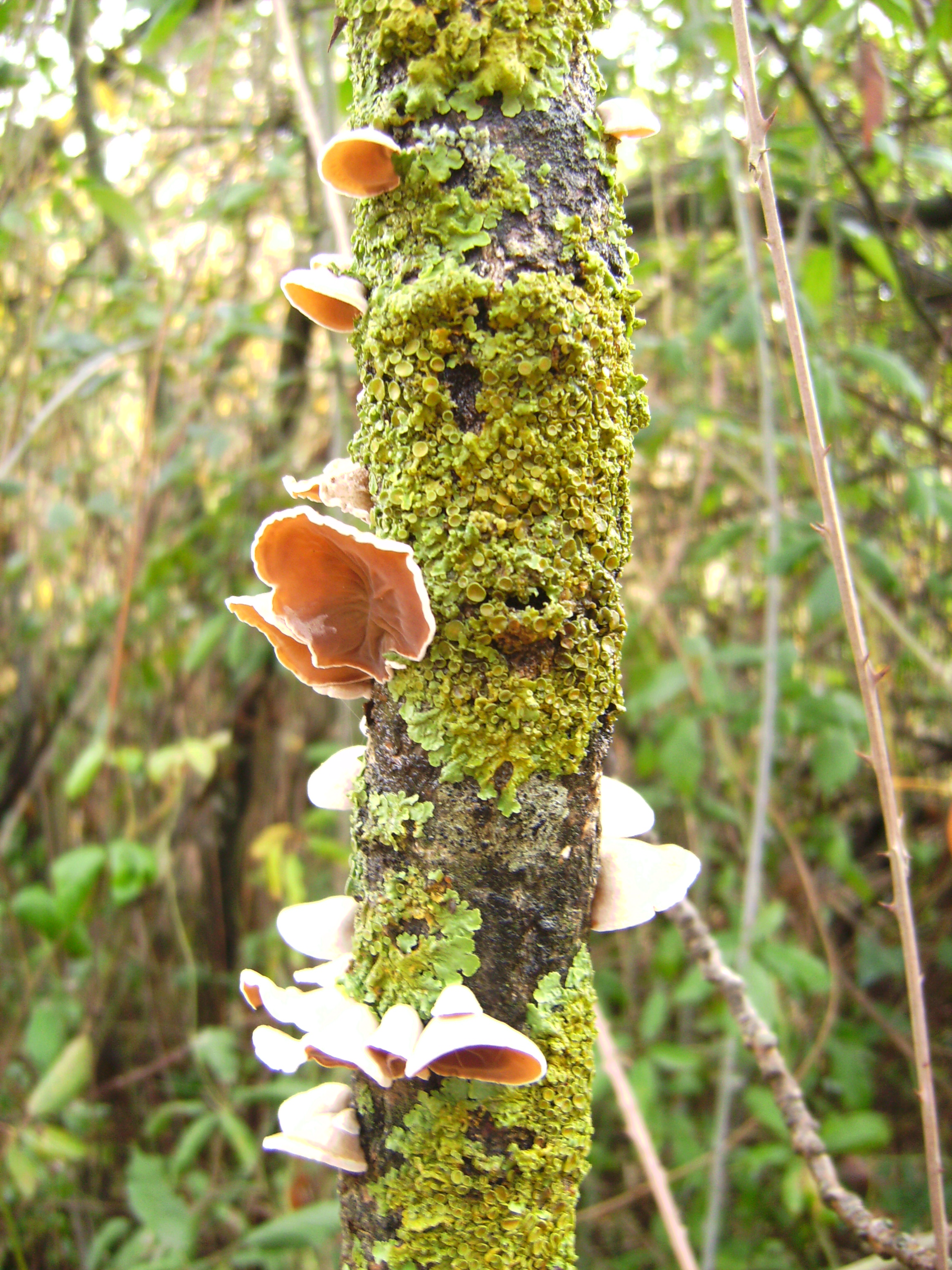
菌类
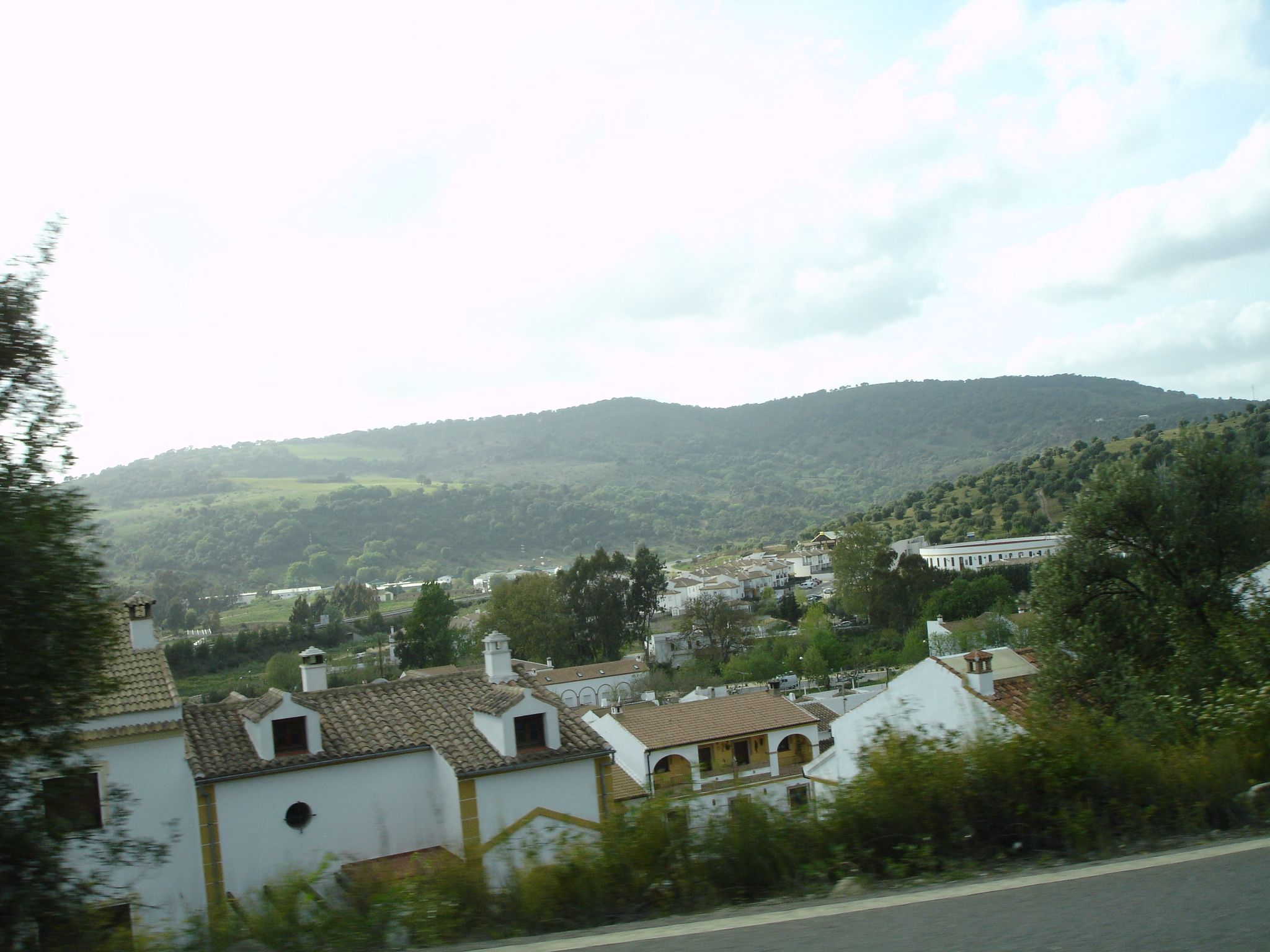
公路
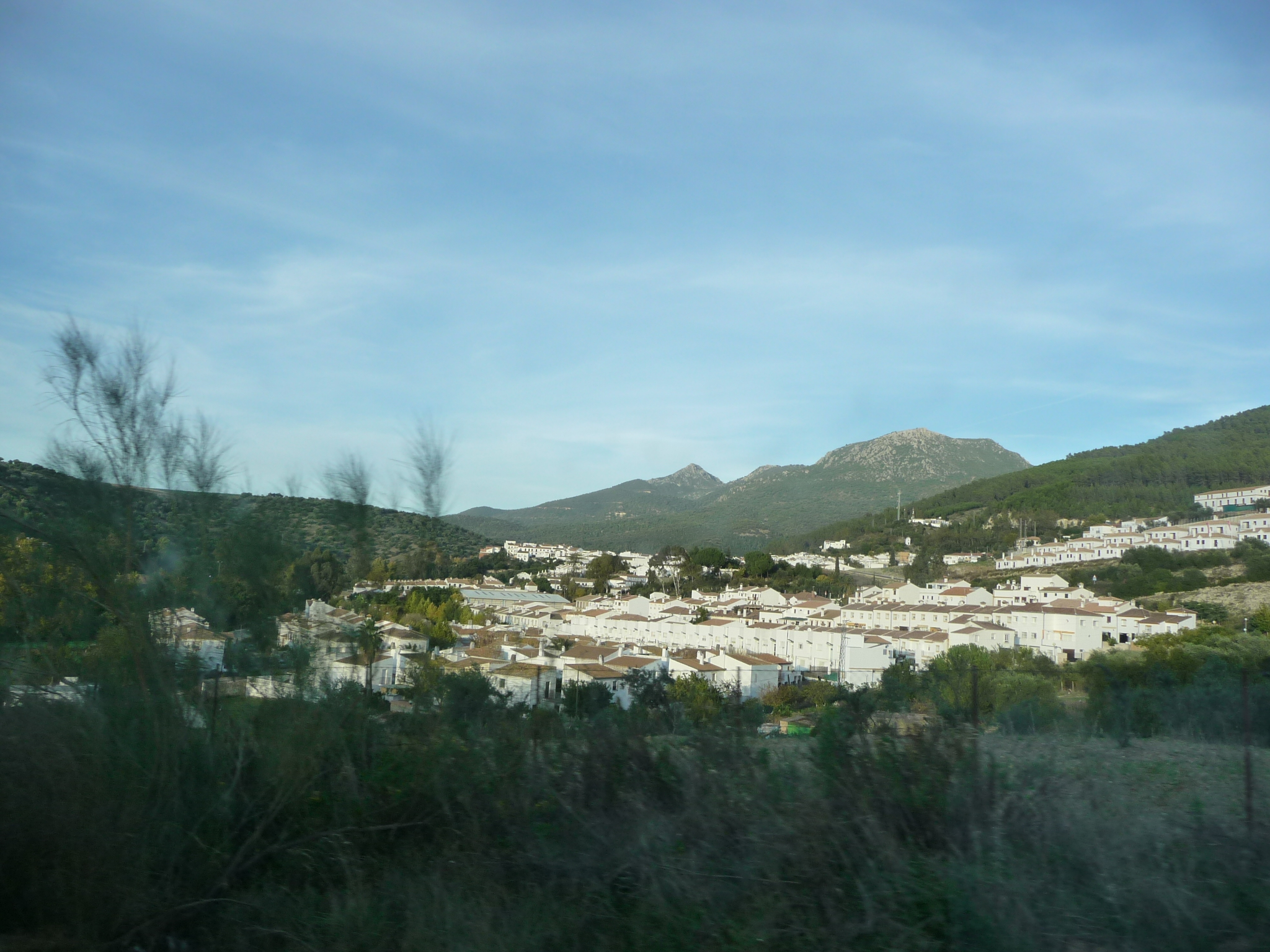
远景
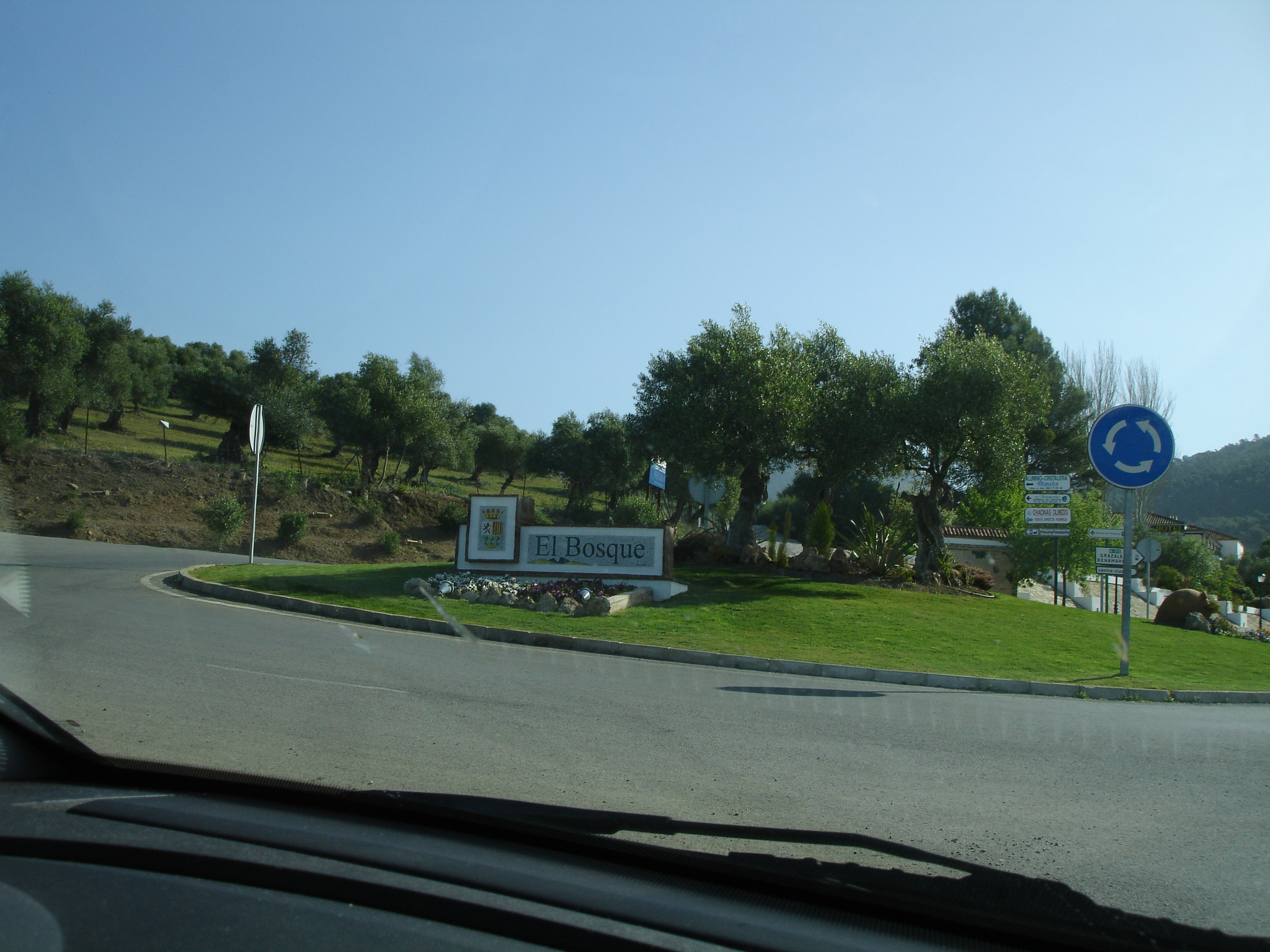
去往阿尔科斯-德拉弗龙特拉的公路入口
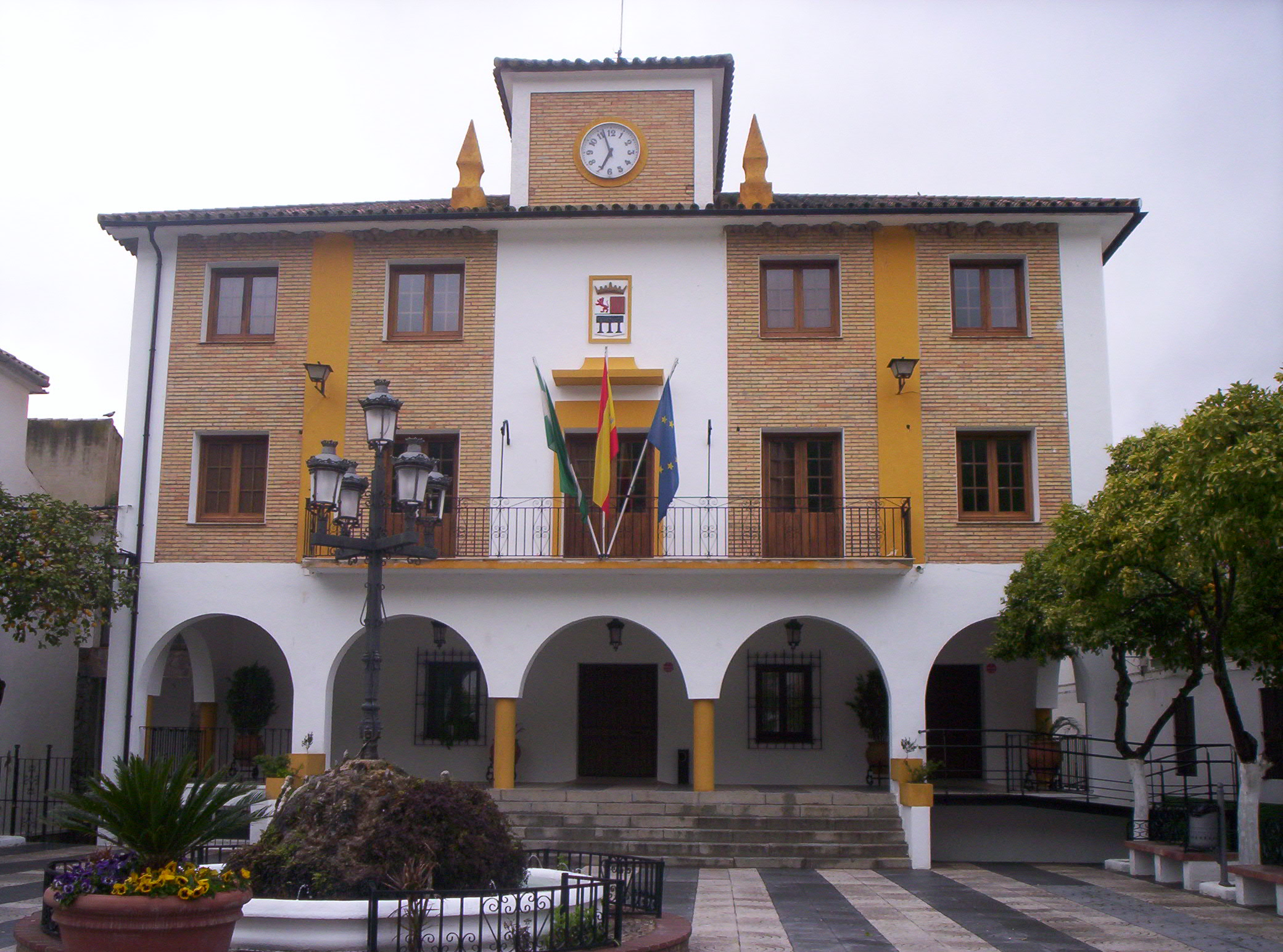
市政厅
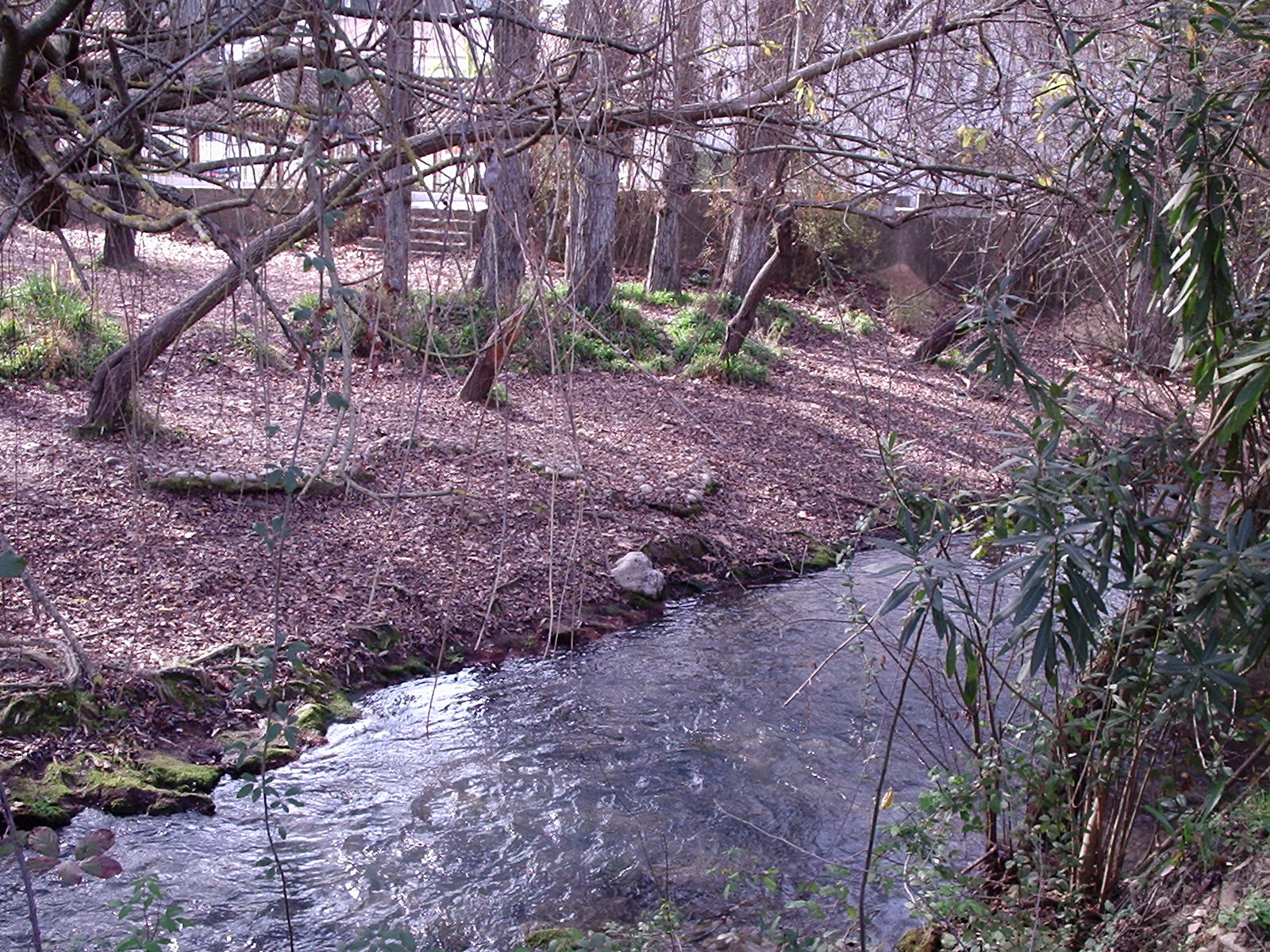
河岸